# Peter Anger
Pour les articles homonymes, voir Anger.
Peter Anger, né en 1943, est un réalisateur professionnel de documentaires animaliers belge et dirige la cellule nature de la RTBF.
Ses documentaires ont été primés dans divers festivals nationaux et internationaux.
On lui doit notamment Deep South en Antarctique, La Colline qui marche en Tanzanie, La Bête noire des Ardennes, ou encore La Cigogne Noire dont le commentaire est lu par Jean Rochefort.

## Biographie
Peter Anger naît en 1943,. Il fait des études de réalisation cinéma à l'INSAS de 1964 à 1967. En 1971, il est caméraman sur le film Malpertuis de Harry Kümel. Il est directeur de la photo sur le téléfilm Minitrip de Pierre Joassin diffusé en 1981. Puis, il passe l'examen de confirmation professionnelle à la RTBF en 1982 et il suit une formation complémentaire à la prise de vues vidéo à toujours à la même chaîne de télévision en 1984. Il part sur les routes du grand reportage. Ensuite, il revient à la réalisation de documentaires, chargé de la Cellule Nature de la RTBF pendant 18 ans.
Il réalise Little City Blues (2010), Altissimo (2012), L'Ardennais (2013) et Les Vaches ne tombent pas du ciel en 2014.
En 2023, il publie l'ouvrage intitulé Violette et Robin publié dans la collection « Opuscule » des Éditions Lamiroy.
Il maîtrise également l'anglais, l'allemand et le néerlandais.

### Autres activités
En outre, il écrit le scénario de bande dessinée pour le dessinateur Yves Urbain d'un petit album promotionnel broché de 32 planches en noir et blanc L'Affaire Puma pour l'association de consommateurs CRIOC en 1982.

### Vie privée
Il réside à Bruxelles.

## Œuvre

### Documentaires
- 2007 : Souvenir de Branchon, documentaire ; réalisation et scénario ;
- 2010 : Little City Blues[3],[4], documentaire ; réalisation et scénario ;
- 2012 : Altissimo[4], documentaire ; réalisation et scénario ;
- 2013 : L'Ardennais[7],[8], documentaire 52 min, réalisation et scénario, production ;
- 2014 : Les Vaches ne tombent pas du ciel[9], documentaire, réalisation et scénario ;
- 2017 : Au pays du million d'éléphants[10], documentaire, réalisation et scénario ;
- 2019 : Les Enfants de Cro-Magnon, documentaire, réalisation et scénario ;

### Ouvrages
- Violette et Robin, Bruxelles, Éditions Lamiroy, coll. « Opuscule » no 280, 2023  (ISBN 978-2-87595-809-9)

### Album de bande dessinée
- L'Affaire Puma, CRIOC, Bruxelles, 1982
Scénario : Peter Anger - Dessin : Yves Urbain - Couleurs : noir et blanc

### Articles
- Peter Anger (interviewé par Paul Boudlet), « Interview de Peter Anger », Indymedia,‎ 21 mai 2006 (lire en ligne, consulté le 8 février 2024).